# Калинина, Александра Борисовна
Александра Борисовна Калинина (29 апреля 1926, Михайловская, Северо-Кавказский край — 25 ноября 2015, Курганинск, Краснодарский край) — передовик советского сельского хозяйства, звеньевая колхоза имени Ленина Курганинского района Краснодарского края, Герой Социалистического Труда (1948).

## Биография
Родилась в 1926 году в станице Михайловская Кубанской области в русской крестьянской семье.
В 12 лет пришла работать в колхоз имени Ленина. В августе 1942 года перед немецкой оккупацией Александра вместе с другими колхозниками перегоняла общественное стадо около 300 голов в горы в партизанский отряд. После освобождения станицы Михайловской она возвратилась домой и продолжила работать в колхозе. Восстанавливала разрушенное хозяйство.
В 1945 году она возглавила звено по выращиванию зерновых культур. Первый урожай составил 16 центнеров с гектара на площади 58 гектаров.
В 1947 году звено получило один из лучших результатов. 32,24 центнера зерновых с каждого гектара, на площади 10 гектаров.
Указом Президиума Верховного Совета СССР от 26 сентября 1950 года за получение высоких показателей в сельском хозяйстве и рекордные урожаи зерновых Александре Борисовне Калининой было присвоено звание Героя Социалистического Труда с вручением ордена Ленина и медали «Серп и Молот».
Летом 1949 года она участвовала в массовке на съёмках фильма «Кубанские казаки».
Была членом правления колхоза, депутатом Михайловского сельского и Курганинского районного советов.
Умерла в городе Курганинске 25 ноября 2015 года.

## Награды
- золотая звезда «Серп и Молот» (24.02.1948)
- два ордена Ленина (24.02.1948)
- медали
- Заслуженный работник сельского хозяйства Кубани (09.01.1996).